# Sphyrna alleni
Sphyrna alleni ist eine kryptische Art aus der Familie der Hammerhaie (Sphyrnidae). Sie wurde erst im September 2024 als eigenständige, sich vom Schaufelnasen-Hammerhai (Sphyrna tiburo) unterscheidende Art beschrieben und nach dem US-amerikanischen Unternehmer Paul Allen benannt, dessen Stiftung (Paul G. Allen Family Foundation) die Erforschung und den Schutz von Haien gefördert hat. Sphyrna alleni kommt im westlichen tropischen Atlantik von der Küste Belizes bis Brasilien vor. Nachweise der Art gibt es auch von den Küsten Panamas, Kolumbiens und Trinidads.

Verbreitungsgebiet von Sphyrna alleni

## Merkmale
Die relativ kleine Hammerhaiart bleibt ausgewachsen bei einer Länge von weniger als 1,5 Meter. Der Körper ist langgestreckt und schlank, der Kopf ist abgeflacht und schaufelförmig. Das Cephalofoil hat keine Einbuchtungen am vorderen Rand, die hinteren Ränder des Cephalofoil sind kurz und abgerundet. Die Kopflänge liegt bei 19 bis 22 % der Gesamtlänge. Die Sinnesporen auf der Ober- und Unterseite des Kopfes sind unregelmäßig verteilt, konzentrieren sich aber an der Spitze der Schnauze und um die Augen. Der Kopf der Männchen ist eher dreieckig, der Kopf der Weibchen ist vorne deutlicher abgerundet. Die an den seitlichen Enden des Cephalofoils liegenden ovalen Augen sind mit einem Durchmesser von ca. 1,5 cm relativ klein. Die Nasenlöcher sind klein und längsoval bis tropfenförmig. Das gebogene Maul hat etwa 40 % der Kopfbreite. Die oberen und unteren Zahnreihen bestehen aus etwa 25 Zähnen. Die vorderen Zähne sind kleiner als die hinteren, im Unterkiefer sind die Zähne kürzer als im Oberkiefer. Labialfurchen sind am Unterkiefer vorhanden, aber nicht am Oberkiefer. Der Erste der fünf Kiemenschlitze liegt hinter dem hinteren Ende des Cephalofoils.
Der Hinterrand der zwei Rückenflossen ist eingebuchtet, die Zweite hat nur ca. 35 % der Höhe der Ersten. Der Zwischenraum zwischen den Rückenflossen macht etwa 25 % der Gesamtlänge aus. Die Länge der Brustflossen liegt etwa bei drei Viertel der Kopflänge. Die Länge der Schwanzflosse beträgt 25 bis 28 % der Gesamtlänge. Der obere Schwanzflossenlobus ist etwa 3 mal so lang wie der unterer. Sphyrna alleni hat 80 bis 83 Wirbel, etwa 10 mehr als Sphyrna tiburo. Sphyrna alleni ist auf dem Rücken und an den Seiten grau bis graubraun gefärbt, oft mit kleinen schwarzen Punkten an den Seiten. Die Unterseite ist weißlich bis hell beige.

## Lebensweise
Sphyrna alleni lebt küstennah über Sandböden und Seegraswiesen, in Korallenriffen und Flussmündungen.